# Rebreather
Un rebreather és un mecanisme integrat en alguns equips de submarinisme que absorbeix el diòxid de carboni exhalat pel bussejador per separar-lo de l'oxigen no utilitzat en cada respiració, de manera que aquest es recicla i retorna al dipòsit per ser reaprofitat. N'hi ha d'oxigen, de circuit semi-tancat i de gas mix de circuit tancat.

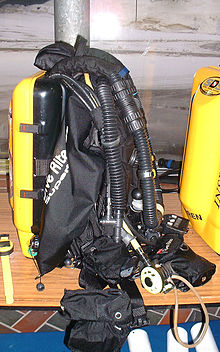
Un reciclador de circuit electrònic totalment tancada (pressió ambiental busseig Inspiració)
Acrònim CCUBA (aparell de respiració sota l'aigua en circuit tancat); CCR (reciclador de circuit tancat), SCR (rebreather semi-tancat)

## Història
Al voltant de 1620, a Anglaterra, Cornelius Drebbel va fer un dels primers rem amb motor submarí. Per tornar a oxigenar l'aire al seu interior, el més probable és oxigen generat per escalfament de salnitre (nitrat de potassi) en un recipient de metall per emetre oxigen. Calefacció converteix el salnitre en potassi d'òxid o hidròxid, que absorbeix diòxid de carboni de l'aire. Això podria explicar per què els homes de Drebbel no van ser afectats pel diòxid de carboni acumulació tant com seria d'esperar. Si és així, accidentalment va fer un reciclador de cru de més de dos segles abans de la patent de Sant Simó Sicard.
El primer reciclador de base sobre la base de diòxid de carboni d'absorció va ser patentat a França en 1808 per Sieur Touboulic de Brest, un mecànic de Napoleó Armada Imperial. Aquest disseny reciclador primerenca va treballar amb un reservori d'oxigen, l'oxigen està lliurant progressivament pel bus i que circula en un circuit tancat a través d'una esponja mullada en aigua de calç. Touboulic va cridar a la seva invenció Ichtioandre (del grec 'home-peix'). No hi ha evidència d'un prototip d'haver estat fabricat.
Un reciclador prototip va ser construït el 1849 per Pierre Aimable De Saint Simon Sicard, i en 1853 pel professor T. Schwann a Bèlgica. Tenia un gran tanc d'oxigen sobre l'esquena amb una pressió de treball d'aproximadament 13,3 bar, i dos rentadors que contenen les esponges amarades en sosa càustica.

### Rebreathers durant la Segona Guerra Mundial
Un home granota marina britànica 1945 amb un aparell Davis.
En la dècada de 1930, italians esport pescadors submarins van començar a utilitzar el respirador Davis; Els fabricants italians van rebre una llicència dels titulars de les patents en anglès per produir-lo. Aquesta pràctica aviat va arribar a l'atenció de la marina italiana, que va desenvolupar la seva unitat d'home granota Decima MES Flottiglia i va ser utilitzat amb eficàcia en la Segona Guerra Mundial.
Durant la Segona Guerra Mundial, els recicladors capturats d'homes granotes italians van influir en la millora de dissenys per als recicladors britàniques. Conjunts de respiració Molts dels homes granotes britànics utilitzats tripulació aèria cilindres d'oxigen per respirar recuperats de l'alemany tir cap avall Luftwaffe avions.
El primer d'aquests conjunts de respiració poden haver estat modificats Davis equips d'evacuació submergit; les seves màscares Fullface eren del tipus destinat a la Siebe Gorman Salvus, però en les operacions posteriors es van utilitzar diferents dissenys, el que porta a una màscara fullface amb una finestra gran de la cara, en primera ovalada i més tard rectangular (principalment plana, però els costats corbats cap enrere per permetre millor visió cap als costats).
Respiradors principis d'home granota britànica tenia rectangulars contrapulmones al pit com respiradors d'home granota italià, però els dissenys més nous tenen un rebaix quadrat a la part superior de la contrapulmón pel que podria ampliar encara més cap a les espatlles. Davant tenien un collaret de goma que es fixen al voltant del pot d'absorbent. Algunes de les forces armades britàniques bussejadors utilitzen escafandres gruixudes voluminoses anomenats vestits Sladen; una versió de la mateixa tenia un flip-up única placa frontal d'ambdós ulls per permetre a l'usuari obtenir els prismàtics als ulls quan en la superfície.

## Tipus de rebreather

### Rebreathers d'oxigen
Aquest és el primer tipus de respirador i va ser comunament utilitzat per les marines de guerra i per a la mineria de rescat de principis del segle xx. Rebreathers d'oxigen poden ser dissenys molt simples, i van ser inventats abans de busseig de circuit obert. Només el subministrament d'oxigen, el que no hi ha necessitat de controlar la barreja de gasos que no sigui l'eliminació del diòxid de carboni.

#### Opcions d'alimentació d'oxigen
En alguns respiradors, per exemple, la Siebe Gorman Salvus, el cilindre d'oxigen té mecanismes de subministrament d'oxigen en paral·lel. Un d'ells és el flux constant; l'altra és una vàlvula manual on-off trucat una vàlvula de derivació; tant s'alimenten en la mateixa mànega que alimenta el contrapulmó. En el Salvus no hi ha segona etapa i el gas s'encén i s'apaga en el cilindre.
D'altres, com el USN MK25 UBA es subministren a través d'una vàlvula de demanda al contrapulmon. Això afegirà el gas en qualsevol moment que el contrapulmon es buida i el bus continua inhalar. L'oxigen també pot ser afegit manualment mitjançant un botó que activa la vàlvula de demanda.
Alguns respiradors simples d'oxigen no tenia sistema de subministrament automàtic, però només la vàlvula d'alimentació manual, i el bus va haver d'operar la vàlvula a intervals per tornar a omplir la bossa de respiració com el volum d'oxigen disminueix per sota d'un nivell còmode.

### Rebreathers de circuit semi-tancat
Aquests s'utilitzen generalment per al busseig sota l'aigua, ja que són més voluminosos i pesats que els rebreathers d'oxigen de circuit tancat. Bussos militars i recreatives utilitzen aquests, ja que proporcionarà una millor durada sota l'aigua de circuit obert, tenir un profund profunditat operativa màxima de rebreathers d'oxigen i pot ser bastant simple i barat. Ells no depenen de l'electrònica per al control de la composició del gas, però poden usar monitoratge electrònic per millorar la seguretat i la descompressió més eficient.
Equips de circuit semi-tancat generalment subministra un gas de respiració, com l'aire, nitrox o trimix alhora. El gas s'injecta en el bucle a una velocitat constant per reposar l'oxigen consumit des del bucle pel bus. L'excés de gas ha de ser constantment ventila des del bucle en petits volums per fer espai per a gas fresc, ric en oxigen. Com l'oxigen en el gas ventilat no pot ser separat del gas inert, el circuit semi-tancat és un malbaratament d'oxigen.
Una barreja de gas que té una profunditat màxima d'operació que sigui segur per està planificant la profunditat de la immersió, i que proporcionarà una barreja respirable en la superfície ha de ser utilitzat, o serà necessari canviar les mescles durant la immersió.
Com la quantitat d'oxigen requerit pel bus augmenta amb el ritme de treball, la taxa d'injecció de gas ha de ser acuradament escollits i controlats per evitar la inconsciència en el bus a causa de la hipòxia. Una velocitat d'addició de gas més alta redueix la probabilitat de la hipòxia, però les deixalles més gas.

### Rebreathers gas mixt de circuit tancat
Diagrama esquemàtic de rebreather gas mixt de circuit tancat amb control electrònic. Militars, fotogràfics i recreatius bussos utilitzen respiradors de circuit tancat, ja que permeten immersions llargues i no produeixen bombolles. El circuit tancat respiradors de subministrament de dos respirar els gasos al bucle: un és oxigen pur i l'altre és un diluent o diluir el gas com aire, nitrox, el heliox o Trimix.
Una funció important del reciclador de circuit tancat és per controlar l'oxigen pressió parcial en el circuit i per advertir al bussejador si arriba a ser perillosament baix o alt. Massa sota una concentració d'oxigen resulta en hipòxia condueix a la inconsciència i finalment la mort. Una concentració massa alta dels resultats d'oxigen a la hiperoxia, el que porta a la toxicitat deloxigen, una condició que causa convulsions que poden fer que el bus perdre el broquet quan es produeixen sota l'aigua, i poden conduir a ofegar-se. El sistema de vigilància utilitza sensibles a l'oxigen cèl·lules de combustible electro-galvànica per mesurar la pressió parcial d'oxigen en el circuit. La pressió parcial d'oxigen en el circuit general es pot controlar dins de la tolerància raonable d'un valor fix. Aquest punt de referència es tria per proporcionar un risc acceptable de tots dos a llarg termini i la toxicitat aguda d'oxigen, alhora que minimitza els requisits de descompressió per al perfil de la immersió planificada.
La barreja de gas és controlat pel bus en rebreathers de circuit tancat de control manual. El bussejador pot controlar manualment la barreja mitjançant l'addició de gas diluent o oxigen. Addició de diluent pot evitar que la barreja de gas de bucle torni massa rica en oxigen, i l'addició d'oxigen està fet per augmentar la concentració d'oxigen.
En els sistemes de circuit tancat completament automàtiques, una vàlvula de solenoide controlada electrònicament injecta oxigen en el bucle quan el sistema de control detecta que la pressió parcial d'oxigen en el circuit ha caigut per sota del nivell requerit.Electrònicament CCR controlats poden commutar a control manual en el cas d'algunes errades del sistema de control.
L'addició de gas per compensar la compressió durant el descens es fa generalment per una vàlvula de diluent automàtic.

## Coses en comú
Bàsicament tots els rebreathers es fonamenten en un bucle respiratori de manera que el gas exhalat dels pulmons del bussejador és recirculat a través d'un recipient que té un compost que elimina el CO2 i torna a ser inhalat.
El circuit es compon per un filtre en forma de T amb dues vàlvules que estableixen el sentit de la circulació, de dos tubs gruixuts i corrugats, als dos costats dels tubs d'inhalació i exhalació. Aquest últim condueix a un parany per recollir líquids, a un petit contra-pulmó i el Canister, un recipient que conté l'absorbent de diòxid de carboni. El gas passa pel contra pulmó i després pel filtre i és respirat de nou per al bussejador. Una vàlvula de sobre-pressió permet ventilar el gas.

## Perills

### La hipòxia
La hipòxia pot ocórrer en qualsevol reciclador que conté suficient gas inert per permetre la respiració sense provocar addició de gas automàtic.
En un reciclador d'oxigen això pot passar si el bucle no està prou purgat en l'inici del seu ús. La purga s'ha de fer mentre que la respiració de la unitat de manera que el gas inert en els pulmons de l'usuari també s'elimina del sistema.

### L'acumulació de diòxid de carboni
Carbon acumulació de diòxid es produirà si el mitjà rentador està absent, mal embalat, inadequada o esgotat. El cos humà normal és bastant sensible a la pressió parcial de diòxid de carboni, i una acumulació serà notat per l'usuari. No obstant això, no és sovint molt que es pot fer per solucionar el problema, excepte canviar a un altre subministrament de gas respirable fins al rentador pot ser embalats de nou. L'ús continuat d'un respirador amb un rentador ineficaços no és possible per molt temps, ja que els nivells es tornaran tòxiques i l'usuari experimentarà dificultat respiratòria extrema, seguit de pèrdua del coneixement i mort. La velocitat a la qual es desenvolupen aquests problemes depèn del volum del circuit i la taxa metabòlica de l'usuari.

### Les fuites de gasos tòxics en el circuit de respiració
Rebreathers industrials s'utilitzen sovint on es contamina l'aire ambient, i poden ser tòxics. Les parts del bucle d'estar a una pressió ambient lleugerament inferior externa durant la inhalació, i si el circuit no és dels gasos externs hermètics poden tenir fuites. Aquest és un tema en particular al voltant de la vora d'una màscara de cara completa, on la faldilla màscara de goma s'han de segellar contra la cara de l'usuari

### Riscos d'incendi d'alta concentració d'oxigen
Les altes pressions parcials d'oxigen augmenten en gran manera el risc d'incendis, i molts materials que són autoextingibles en l'aire atmosfèric es cremen contínuament en una alta concentració d'oxigen.

## Injecció de gas el bucle
El bus consumeix oxigen, de manera que el bucle ha de ser alimentat afegint gas. Què gasos són els que s'utilitzen i com es dosifica la seva injecció, és el que diferencia uns sistemes d'altres. El problema es complica perquè a més del consum metabòlic d'oxigen, cal compensar els efectes dels canvis de pressió ocasionats per les variacions de profunditat. Quan el bus descendeix cal afegir una bona quantitat de gas per evitar que el circuit es col·lapsi, mentre que durant l'ascens el bucle respiratori ha de ser ventilat per eliminar l'excés de volum que s'ocasiona en disminuir la pressió ambient.
Els sistemes d'injecció de gas poden ser passius (manuals o "a demanda", com un regulador normal de circuit obert) o actius (de cabal fix, regulable o controlat per un sistema electrònic que respon a les dades proporcionades per una bateria de sensors electroquímics). En un mateix rebreather solen coexistir dos o més sistemes d'injecció que poden treballar simultàniament o ser activats a voluntat de l'usuari.

## Avantatges dels rebreathers

### Eficiència del gas
A causa del reaprofitament del gas permeten fer immersions més llargues.

### Eficiència en la descompressió
Permeten respirar la barreja òptima en cada cota.

### Menor pèrdua de calor
El gas inhalat estès a temperatura corporal, evitant així el refredament i una major absorció de N2 pels teixits.

### Silenci
En no fer soroll permet acostar-se molt més a la vida marina. Si et quedes quiet els peixos et comencen a netejar.